# José Asimbaya
José Miguel Asimbaya Moreno (Quito, 31 de octubre de 1959) es un eclesiástico católico ecuatoriano. Es el actual obispo castrense del Ecuador, desde enero de 2023.

## Biografía
José Miguel nació el 31 de octubre de 1959, en la ciudad ecuatoriana de Quito.
Realizó su formación primaria en la Escuela Pedro Luis Calero, de las hermanas lauritas y la secundaria en el Colegio Salesiano Don Bosco de la Tola.
Cursó los estudios eclesiásticos en el Seminario Mayor de Quito y realizó los estudios de Filosofía y Teología en la Pontificia Universidad Católica del Ecuador, completando sus formación en el Seminario Misionero Redemptoris Mater de Roma, donde obtuvo el bachillerato en la Facultad de Teología en la Pontificia Universidad Gregoriana (1988-1989).
Obtuvo la licenciatura en Teología moral en la Pontificia Universidad Gregoriana.  Además realizó un diplomado en Derecho penal canónico en la Pontificia Universidad Javeriana.

### Sacerdocio
Fue ordenado diácono el 24 de septiembre de 1989, a manos del arzobispo Antonio González. Su ordenación sacerdotal fue el 23 de noviembre del mismo año, incardinándose en la arquidiócesis de Quito.
Como sacerdote desempeñó los siguientes ministerios:
- Vicario parroquial de Ntra. Sra. de la Paz, en Quito.
- Párroco de San Martín de Porres, en el sector de la Ferroviaria Alta Sur de Quito.
- Párroco de San José Obrero, en Comité del Pueblo.
- Párroco de la Inmaculada Concepción, en el sector del Antiguo Aeropuerto.
- Párroco de San Isidro, en el sector El Inca de Quito.[5]
- Vicario general administrativo de Quito (2019).
- Capellán del Colegio de las Oblatas de San Francisco de Sales (hasta 2023).[6]
- Vicario episcopal territorial de la Vicaría Norte "Inmaculada Concepción" de Quito.
- Párroco de El Sagrario (2019-2023).
- Canónigo de la Catedral de Quito (2020-2023).
- Ecónomo arquidiocesano (hasta 2023).
- Vicario penitenciario (hasta 2023).
- Canciller arquidiocesano (2020-2023).
- Representante legal del Seminario Mayor de Quito (hasta 2023).
- Miembro del Consejo Gubernativo de Bienes (hasta 2023).
- Miembro del Consejo de Órdenes (hasta 2023).
- Colaborador con la Pastoral Social - Caritas Quito (hasta 2023).

### Episcopado

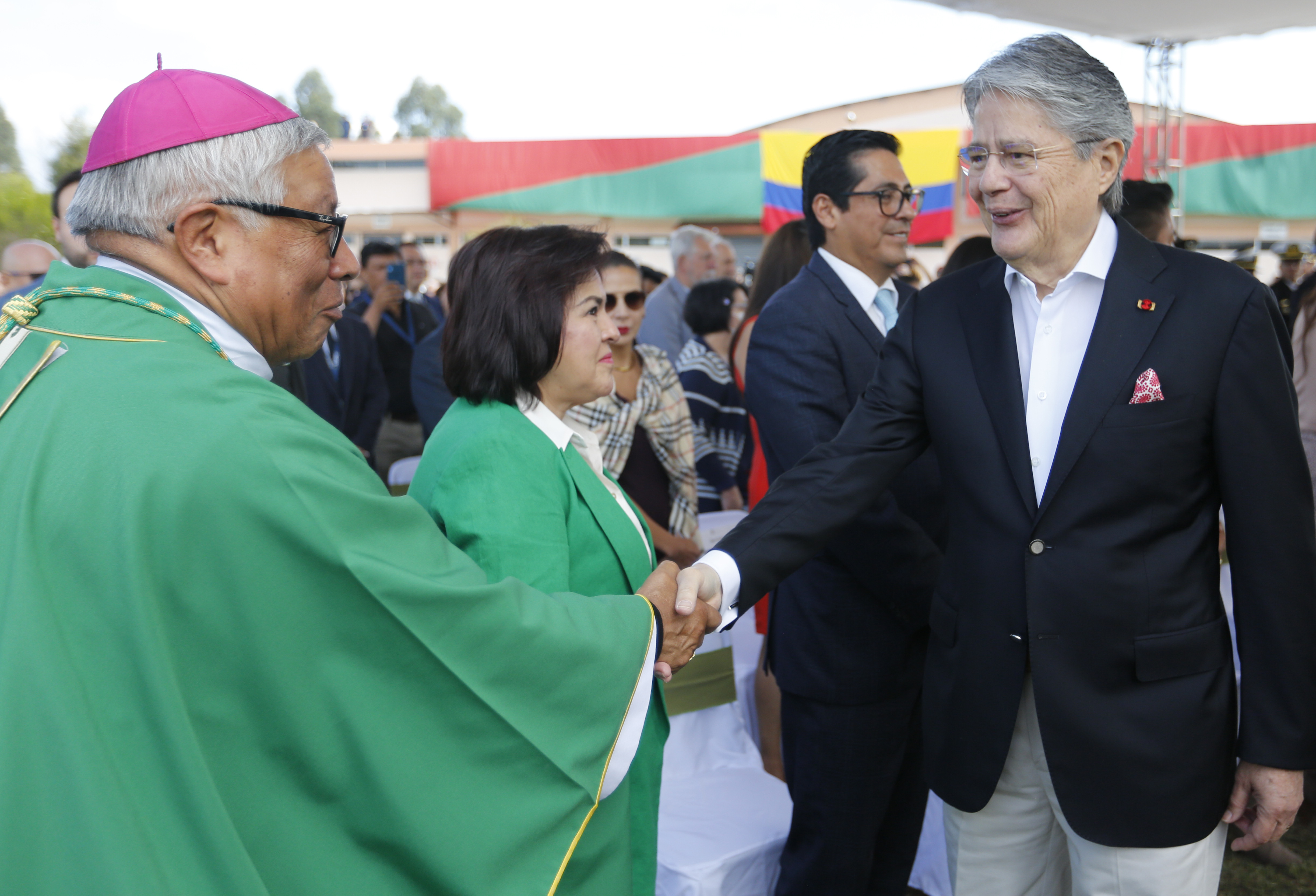
Asimbaya saludando al presidente Guillermo Lasso (2023).

El 31 de enero de 2023, el papa Francisco lo nombró obispo castrense del Ecuador. El 3 de febrero siguiente, el presidente Guillermo Lasso le deseó éxitos en su labor con las Fuerzas Armadas del país. El 6 de abril siguiente, participó en la Santa Misa crismal, en la Catedral de Quito. Fue consagrado el día 19 del mismo mes, en la Basílica del Voto Nacional, a manos del arzobispo Andrés Carrascosa Coso.